# Spotify
Ne doit pas être confondu avec Shopify.
Spotify (prononcé en anglais : /ˈspɒtɪfaɪ/) est un service suédois de streaming musical sous la forme d'un logiciel propriétaire et d'un site web. Cette plateforme de distribution numérique permet une écoute quasi instantanée de fichiers musicaux. Le catalogue peut être parcouru par artiste ou par album, et également grâce à une fonctionnalité de liste de lecture personnalisée.
Le service est disponible gratuitement avec des coupures publicitaires entre les morceaux, la version Premium permet d'écouter les morceaux hors-ligne, retire les publicités, permet de choisir l'ordre de lecture des titres et permet également une écoute avec une qualité sonore supérieure.
Une application est disponible pour Windows, MacOS, certaines distributions Linux, iOS, Android, PlayStation 3, 4, 5, Xbox One et Xbox series X,S ainsi que dans la plupart des navigateurs web.
D'autres objets connectés permettent également d'utiliser l'application (enceintes, télévisions, montres intelligentes, assistants vocaux...).
Spotify est actuellement la première plateforme de streaming musical à l'échelle mondiale en parts de marché. Elle devance ses concurrents Apple Music, Amazon Music, YouTube Music ou encore le français Deezer.

## Histoire

### Genèse du projet

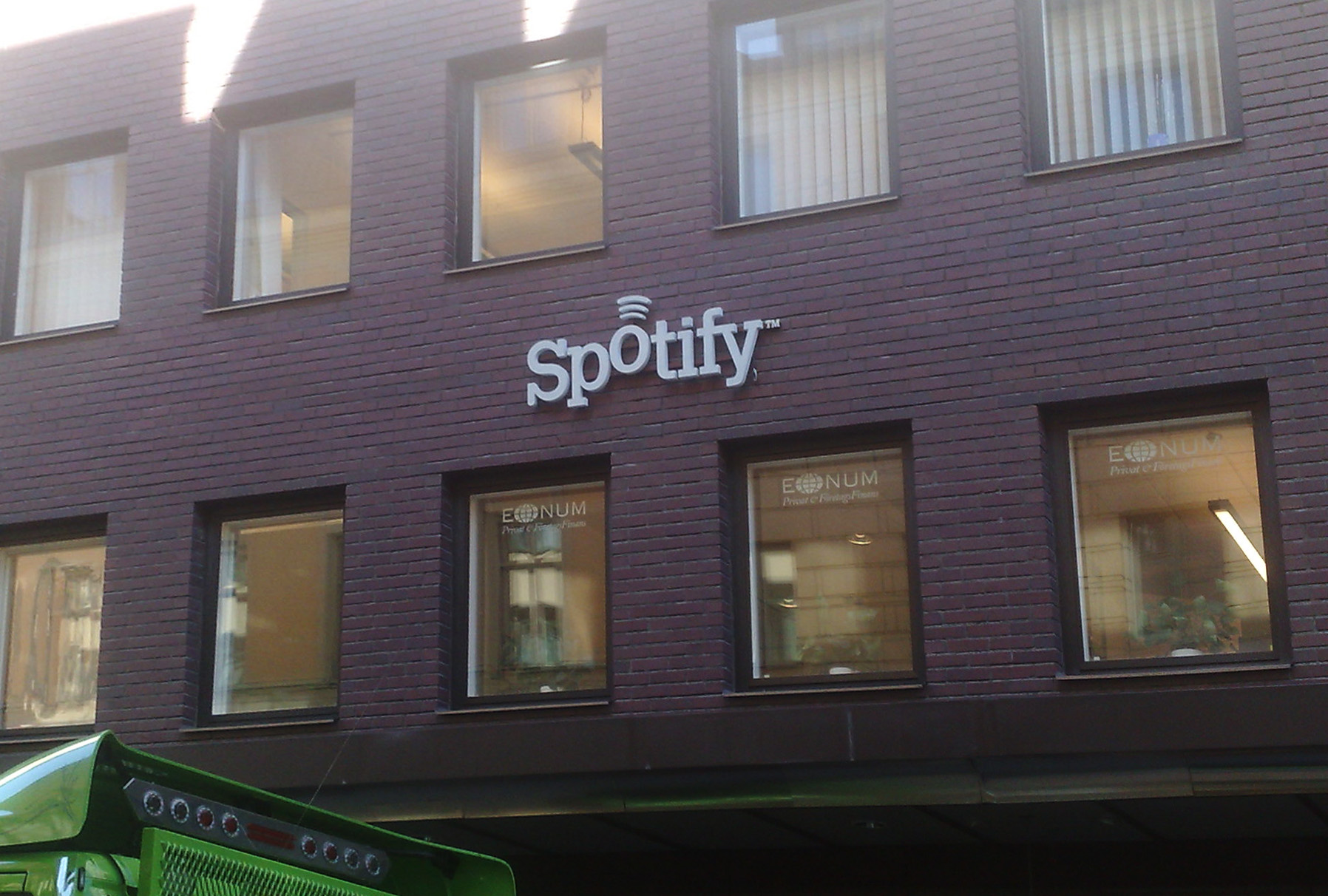
Bureau de Spotify à Stockholm.

Spotify est un logiciel développé depuis avril 2006 par l'équipe Spotify AB basée à Stockholm en Suède. L'entreprise fut fondée par Daniel Ek, ancien directeur technique de Stardoll, et Martin Lorentzon, cofondateur de TradeDoubler. Le siège social est basé à Stockholm. Spotify est lancé pour un accès public le 7 octobre 2008 sous Windows et 1 an plus tard en septembre 2009 dans l'App Store d'iOS et le Play Store (anciennement Android Market) d'Android.
Le 4 mars 2009, Spotify annonce que des données personnelles incluant les adresses électroniques et les dates de naissance des membres du service inscrits avant le 19 décembre 2008 sont « potentiellement menacées » par des hackers exploitant un bug dans le système,.

### Développement du service

#### Années 2010

Présence de Spotify dans le monde en 2012.

En 2009, Spotify ouvre un de ses premiers bureaux européens à Paris sous la direction d'Annina Svensson. En 2010, le site a sept millions d'utilisateurs en Europe dont 250 000 abonnés payants. Le 1er février 2010, l'ouverture de comptes gratuits sans invitation en France devient possible. Les inscriptions à partir de novembre 2010 obtiennent un abonnement Open limité à 20 heures par mois d'écoute. Les anciens membres Premium ou inscrits avant novembre 2010 ne semblent pas avoir cette limitation ; de plus, ils peuvent disposer de codes permettant l'obtention d'un abonnement Free pour un nouvel utilisateur uniquement.
En février 2011, le fonds d'investissement russe DST Global investit 100 millions de USD dans Spotify qui est valorisée à plus d’un milliard de USD. En mars 2011, Spotify a 1 million d'abonnés. Depuis le 1er mai 2011, la version gratuite est limitée à dix heures par mois et un morceau ne peut pas être écouté plus de cinq fois : le modèle économique de freemium basé sur les recettes publicitaires révélant ses limites, Spotify souhaite convertir les utilisateurs du libre accès en abonnés payants (15 % d'abonnés à l'offre premium en 2011) pour générer plus de revenus comme le souhaitent les ayants droit. De plus, cette mesure lui permet de réduire ses coûts de droits d'auteur et de bande passante. Au bout de cinq lectures du même morceau, il apparaît grisé dans la liste et devient définitivement indisponible. Par contre l'écoute reste illimitée durant six mois à la suite de l'inscription et tout le temps sans restriction pour la version payante.
SFR intègre dans une offre d'abonnement, le service de musique en ligne Spotify le 5 juillet 2011. En 2011, Spotify a signé avec les major UMG, Warner, EMI et Sony music,,. En mars 2012, Spotify lève la limite des cinq écoutes dans certains pays d'Europe, France exclue. Début juin 2013, la limite est enfin levée en France. SFR a cessé le partenariat avec Spotify dans ses offres : l'opérateur propose Napster (service équivalent).
Depuis avril 2013, l'écoute est possible avec un simple navigateur web avec Spotify Web Player.
Le 6 mars 2014, Spotify annonce l'achat de l'Américain The Echo Nest, plateforme musicale intelligente.
Le 17 novembre 2014, Spotify annonce un partenariat avec Uber, leader mondial des sociétés de VTC. Le but étant de proposer aux passagers de choisir les morceaux de musique qu'ils souhaitent écouter lors de leur temps de trajet.
En 2014, Spotify revendique 50 millions d’utilisateurs actifs dans le monde et 12,5 millions d’abonnés qui ont en majorité moins de 27 ans. Il aurait reversé deux milliards de dollars de royalties aux labels et sociétés de distribution d’artistes entre 2008 et 2014. Cette année-là, l'entreprise perd pourtant plus de 162 millions d'euros, le triple de l'année précédente.
Le 10 juin 2015, Spotify revendique 75 millions d'utilisateurs dont 20 millions d'abonnés à la version premium et confirme avoir reversé 3 milliards de dollars aux ayants droit, dont 300 millions sur le premier trimestre 2015[source secondaire souhaitée]. La presse avance elle le chiffre de soixante millions d'utilisateurs.
Concurrencé par YouTube en termes d'audience, Spotify prend la décision de se lancer dans le domaine du streaming vidéo.
En juin 2016, Spotify annonce atteindre 100 millions d'utilisateurs. Toutefois, le modèle économique reste fragile. Jusque là, depuis sa création et bien que valorisé à plus de huit milliards de dollars, il n'a jamais dégagé de bénéfices. Avec un tiers d'utilisateurs payants, proportion stable, les pertes s'aggravent, de 57,8 millions de dollars en 2013 à 173,1 millions de dollars en 2015.
En mars 2017, la société annonce qu’elle compte désormais 50 millions d’abonnés dans le monde, soit 20 millions de plus qu’en mars 2016. La société signe un mois plus tard un contrat de licence pluriannuel avec Universal Music Group qui cède les données des artistes et des usagers à ce nouveau partenaire[source secondaire souhaitée].
Le 15 juin 2017, Spotify annonce avoir atteint 140 millions d'utilisateurs. Malgré un chiffre d'affaires en hausse de 53 % par rapport à 2016 (2,9 Mds contre 1,95 Mds d'euros), la société atteint toutefois une perte nette de 539 millions d'euros. En décembre 2017, Spotify et Tencent, groupe chinois spécialisé dans le numérique, procèdent à une prise de participations croisées qui s'élèveraient à hauteur de 10 % selon The Wall Street Journal, et signent un partenariat pour étendre géographiquement leur diffusion.
Après plusieurs tentatives pour s'introduire en Bourse, Spotify fait son entrée à la bourse de New York le 3 avril 2018, à 165,90 dollars l'action, valorisant la société suédoise à 29,5 milliards de dollars. Le groupe réalise 4 milliards de chiffre d'affaires, mais affiche encore 1,2 milliard de pertes en raison du coût important du catalogue, les investisseurs misant sur la croissance de la société et la réduction de ces pertes. Cette entrée en bourse permet en outre à Spotify qui revendique 71 millions d'abonnés payants et 159 millions d'utilisateurs actifs fin 2017 de ne pas lever de nouveaux capitaux.
Elle annonce en même temps ses objectifs pour 2018 : une hausse de son chiffre d’affaires de 20 à 30 %, entre 4,9 et 5,3 milliards mais surtout atteindre les 92 millions d’abonnés. Un objectif qu'elle atteint en annonçant en avril 2019 avoir passé le cap des 100 millions d'abonnés.
En février 2019, Spotify annonce le rachat de la société américaine Gimlet Media spécialisée dans la production de podcast. L'objectif est de diversifier les contenus proposés en dehors de la musique. Le mois suivant, Spotify annonce l'acquisition de Parcast, une autre entreprise spécialisée dans le podcast. Le 12 mars 2019, Hulu et Spotify signent un partenariat pour fournir dans un même abonnement les séries télévisuelles Hulu et les musiques associées sur Spotify pour concurrencer le forfait similaire d'Apple. Le 20 avril 2019, Spotify et Hulu proposent une offre commune musique et vidéo pour 13 $ par mois afin de concurrencer le service d'Apple mêlant Apple Music et Apple TV+. Le 17 juillet 2019, Spotify lance en partenariat avec Disney en créant Disney Hub, un portail des musiques de films et séries de Disney mais aussi Star Wars, Pixar et Marvel, disponible dans les pays anglo-saxons États-Unis, Royaume-Uni, Irlande, Afrique du Sud, Canada, Australie et Nouvelle-Zélande; projet qui prolonge le partenariat avec Hulu,. En novembre 2020, Spotify annonce l'acquisition pour 235 millions de dollars de Megaphone, une entreprise spécialisée dans la publicité ciblée.

#### Années 2020
Fin novembre 2020, la plateforme met en place les stories d'artistes aussi appelées canvas. Ces dernières font leur apparition sur la plateforme dans le but de faire la promotion des playlists.
En janvier 2021, Spotify lance une version Kids accompagnée d'une option de contrôle parental.
En 2021, Spotify lance également des livres audio, cette nouvelle fonctionnalité proposant des classiques de la littérature anglo-saxonnes, d'abord disponibles uniquement en anglais. En novembre 2021, Spotify rachète la société américaine Findaway spécialisée dans les livres audio.
En janvier 2023, Spotify annonce un plan de licenciements concernant 6 % de ses effectifs, soit 600 emplois, puis 200 suppressions d'emplois supplémentaires dans les podcasts en juin 2023.
En décembre 2023, Spotify annonce une réduction de ses effectifs de 17 %, soit 1 500 personnes environ. Il s'agit de la troisième vague de licenciements en un an. Daniel Ek justifie cette dernière vague par un ralentissement de l'économie mondiale.
En 2024, les États-Unis ont franchi le cap des 100 millions d’abonnements payants aux plateformes de streaming musical, une première historique. Selon la Recording Industry Association of America (RIAA), ces abonnements représentent près des deux tiers des revenus du secteur, contribuant à une hausse de 3 % du chiffre d’affaires global, qui atteint 17,7 milliards de dollars, soit un demi-milliard de plus qu’en 2023.

### Identité visuelle

De 2008 à 2012.
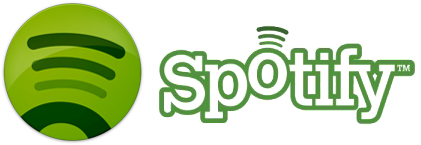
Variante du premier logo.
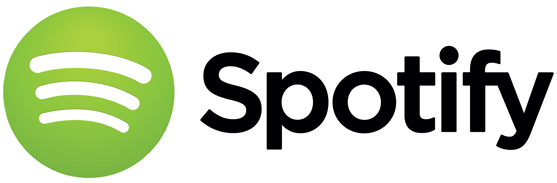
De mars 2013 jusqu'à mai 2015.
De juin 2015 jusqu'à mai 2024.
Depuis mai 2024

En mai 2024, l'entreprise change de typographie et se dote d'une famille sur-mesure nommée Spotify Mix dessinée par la fonderie berlinoise Dinamo. Le changement concerne également le logotype de l'entreprise.

### Pendant l'épidémie de covid 19
Neil Young et Joni Mitchell retirent leur musique de la plateforme pour protester contre la diffusion des podcasts de Joe Rogan, interprété par les artistes comme étant de la désinformation sur la Covid-19.

### Intelligence artificielle et «faux artistes»
En 2025, Spotify est accusé d’héberger des chansons produites par de « faux artistes » pour remplir ses playlists et réduire les coûts liés aux droits d’auteur. Selon des dirigeants de la plateforme, l'utilisateur moyen ne ferait pas la différence entre ces créations artificielles et celles d'artistes réels. Les critiques dénoncent une approche mercantile qui pourrait transformer la perception de la musique.

## Fonctionnement technique
Le logiciel Spotify est propriétaire et utilise la gestion des droits numériques (DRM en anglais) pour se prémunir d'une utilisation non autorisée de son contenu. Les utilisateurs acceptant les conditions d'utilisation de Spotify s'engagent à ne pas utiliser l'application dans un processus de rétro-ingénierie.
Jusqu'en 2014, la distribution des musiques fonctionne grâce à un système pair-à-pair hybride : le contenu du cache de chaque client est indexé et envoyé au flux Spotify grâce à une connexion au service, puis cet index est utilisé pour informer les autres clients de pairs additionnels auxquels ils peuvent se connecter pour chercher les données nécessaires à la lecture de la piste. Ce modèle hybride utilisant à la fois une architecture pair-à-pair et client-serveur permet de réduire la charge des serveurs centraux de Spotify.
On reconnaît là un type de fonctionnement mixte qui reprend celui de la plateforme Napster, dont le principe fut conçu par l'Américain Shawn Fanning en 1998, et dont l'aspect sociologique a été étudié dans un article de Jean Samuel Beuscart en 2002. Ce modèle de fonctionnement est toutefois abandonné progressivement à partir de 2014 et s'oriente vers une architecture classique client-serveur, où Spotify distribue directement la musique désirée à l'utilisateur.
Les flux audios sont au format Vorbis en qualité q5 (environ 160 kbit/s), ou qualité q9 (environ 320 kbit/s) pour les abonnés premium. L'automatisation de la coupure sonore des pubs audio avec un script python provoque le mécontentement de certains utilisateurs.

## Modèle économique

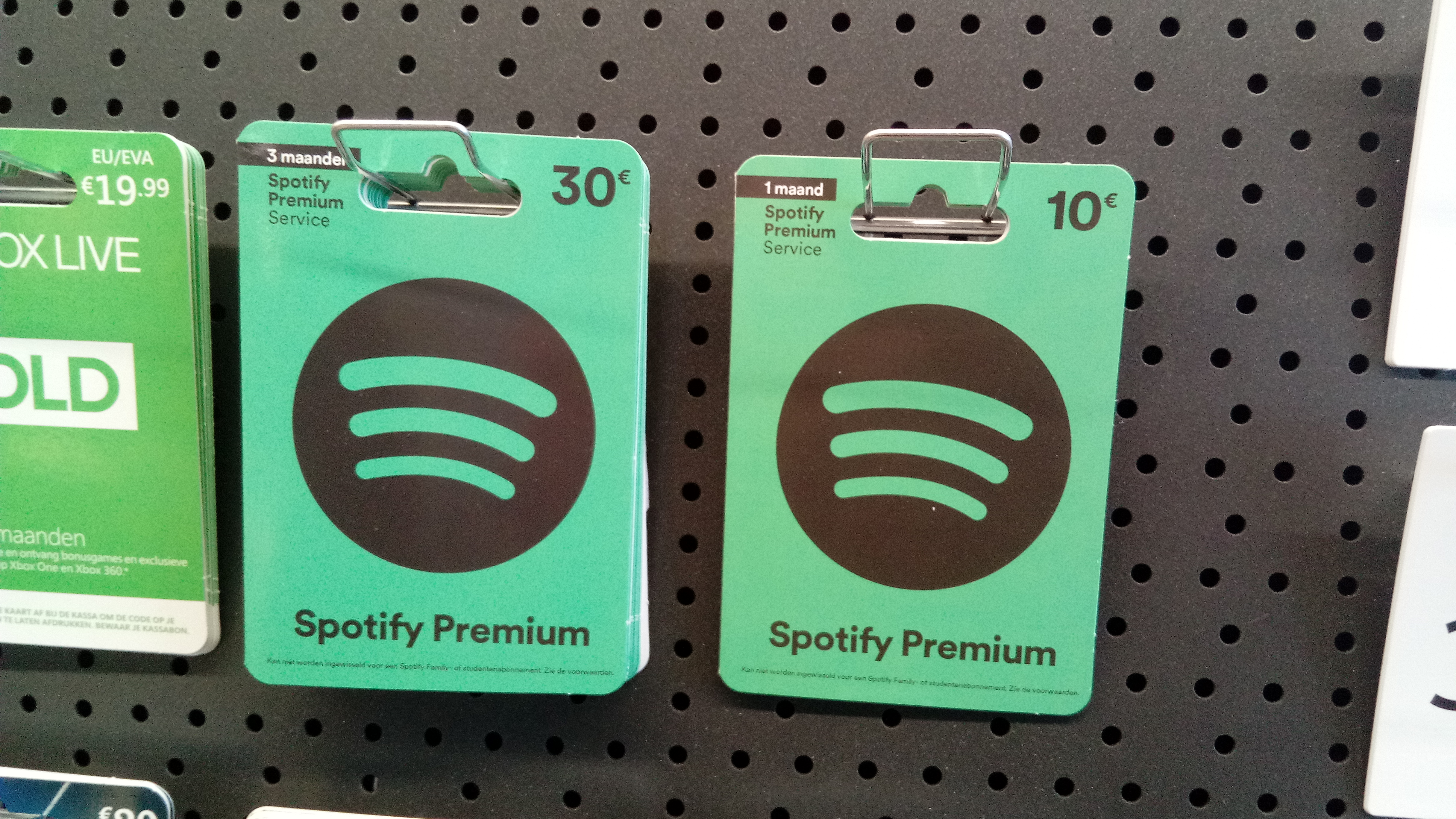
Cartes prépayées Spotify disponibles en supermarché, permettant à l’utilisateur de régler son abonnement.

### Publicités et abonnements
Spotify est financé en partie par la publicité (modèle du freemium), jouée périodiquement par le lecteur en moyenne toutes les dix minutes. En février 2009, ces publicités étaient jouées toutes les demi-heures et duraient quinze secondes.
Les utilisateurs peuvent payer un abonnement mensuel, leur donnant ainsi le statut « d'utilisateur premium » qui leur permet d'avoir une interface sans publicité (visuelle et sonore), de disposer de l'application mobile disponible sous iOS, Android, Windows Phone et Symbian, et d'écouter des aperçus ou des chansons entières avant les autres. La stratégie appliquée aux systèmes iOS, Android et Windows Phone a pour but de contrer Deezer et de se démarquer des autres services musicaux à la demande.
Début 2023, la direction annonce avoir 205 millions d'abonnés et 489 millions d'utilisateurs actifs, ce qui fait de Spotify la première plateforme de streaming. Cependant, elle annonce également des pertes de 430 millions d'euros en 2022,.
Le mardi 4 février 2025 la plateforme annonce des bénéfices annuels records pour l'année 2024, son chiffre d'affaires atteint les 15 milliards d'euros pour un bénéfice de 1,1 milliard d'euros, c'est la première fois depuis sa création que la plateforme dégage un bénéfice annuel. Son nombre d'utilisateurs actifs et quant à lui passé à 675 millions fin 2024, dont 263 millions d'abonnés payant.

### Acquisition des droits
Spotify fonctionne sur un modèle de partage de recettes avec les ayants droit musicaux. En septembre 2014, un titre écouté par utilisateur rapporte à ses ayants droit environ 0,006 €. Cela signifie qu'un million d'écoute rapporterait 6 000 €, ce qui est considéré souvent comme dérisoire pour contrebalancer la chute des recettes sur les supports physiques (encore -13,6 % au premier semestre 2014), mais cette baisse des ventes physiques est la même dans des pays où Spotify n'est pas présent. Pour autant, la croissance est rapide et permet d'augmenter les redevances reversées chaque année et atteint déjà au premier trimestre 2014, 17 % des recettes de la musique enregistrée. De plus, Spotify revendique reverser davantage d’argent que les radios américaines.
En 2016, la rémunération par écoute à destination des ayants droit a baissé pour s'établir en moyenne à 0,00384 $ (0,00327 €) pour les artistes sans contrat et 0,00437 $ (0,00372 €) pour les artistes sous contrat avec une maison de disque. Cette tendance semble confirmer à ce stade que plus le marché du streaming se développe, moins sont rémunérés les artistes. Il est à noter que d'autres services de streaming concurrents rémunèrent plus généreusement les artistes : deux fois plus chez Apple Music, trois fois plus chez Tidal et plus de quatre fois plus chez Napster (ex-Rhapsody).
Selon une étude de l'ADAMI, pour un abonnement mensuel payé 9,99 euros : 6,54 euros seraient reversés aux intermédiaires (70 % aux producteurs, 30 % à la plateforme de musique), 1,99 euro pour l'État (TVA), 1 euro pour les droits d'auteur, enfin les artistes écoutés se partageraient 0,46 euro.
Dans le but de démocratiser les données liées à la rémunération des artistes et lever le voile sur l'économie du streaming, Spotify a ouvert la plateforme en ligne Loud & Clear à l'automne 2021.

## Données économiques

### Actionnaires de la société
Liste des principaux actionnaires de l'entreprise au 20 mars 2022 :
| Actionnaire                                | %      |
| ------------------------------------------ | ------ |
| Baillie Gifford                            | 11,5 % |
| Martin Lorentzon                           | 10,9 % |
| Tencent                                    | 8,66 % |
| T. Rowe Price Associates                   | 8,38 % |
| Daniel Ek                                  | 7,33 % |
| Morgan Stanley Investment Management Co.   | 3,80 % |
| Morgan Stanley Investment Management, Inc. | 2,27 % |
| ARK Investment Management                  | 2,09 % |
| TCMI                                       | 1,88 % |
| Jennison Associates (en)                   | 1,34 % |

## Fonctionnalités
L'utilisateur peut accéder à plus de 60 millions de titres en les recherchant par artiste, album, titre et genre. Spotify propose une vaste bibliothèque de musique qui s'élargit constamment, permettant un accès à une variété de labels, des grandes maisons de disques aux labels indépendants. Quelques maisons de disques ou artistes sont sous-représentés ou même totalement absents de la bibliothèque musicale qui ont finalement rendu leur catalogue disponible le 24 décembre 2015. Dans les listes de lecture, ils étaient souvent remplacés par d'autres groupes qui interprètent, légalement, leurs chansons et se faisaient ainsi connaître du public.
Les utilisateurs peuvent créer des listes de lecture et les partager ou même les modifier avec d'autres utilisateurs. Le lien vers la liste de lecture peut être partagé par courriel ou messagerie instantanée. Ainsi, lorsque le destinataire clique sur le lien, il accède à la liste de lecture via l'interface Spotify. Comme des liens normaux, les liens de liste de lecture peuvent être utilisés partout et ainsi partagés sur internet. Le même principe fonctionne pour de simples titres, qui peuvent être exportés en dehors de l'application via un simple glisser-déposer de telle sorte que de nombreux sites internet de partage de ce type de liens furent créés, comme Spotyshare.com, Spotylist.com ou Spotilinks.fr, où les visiteurs peuvent partager, noter et accéder à de nombreuses listes de lecture. Le logiciel permet aussi une intégration au service Last.fm en envoyant directement les données de la chanson en lecture, sans passer par le logiciel Last.fm. Spotify inclut aussi une fonction de radio qui crée une liste de lecture aléatoire où les chansons sont choisies en fonction d'un genre et d'une période donnés. Ces fonctions sont accessibles aussi bien pour les comptes gratuits que pour les utilisateurs Premium.
En 2016, Spotify lance Spotify Wrapped (en), un résumé des données d'écoutes annuelles des utilisateurs.
En mai 2019, Spotify lance ses propres stories copiées de Snapchat, avec pour objectif de permettre aux artistes de publier ces courtes animations pour leurs fans.
En janvier 2024 la fonctionnalité vidéos musicales permettant d'accéder aux clips des morceaux directement au sein de la plateforme arrive en France.
À la suite de la sortie de l'album 30 d'Adele, Spotify a modifié, à la demande de la chanteuse, ses réglages afin que le mode aléatoire ne soit plus sélectionné automatiquement dans le but que les auditeurs puissent apprécier l'histoire derrière chaque album de musique.

## Applications
Les utilisateurs peuvent accéder depuis le client Spotify desktop à des applications développés en HTML 5 par des éditeurs tiers. Ces applications gratuites sont destinées à être complémentaires avec l'offre d'écoute de musique avec par exemple l'affichage des paroles de chansons, la recommandation musicale, le partage de playlist en direct ou un flux personnalisé de concerts correspondant à vos goûts musicaux. Les applications disponibles au lancement de cette fonctionnalité (30 novembre 2011 en version de test) sont : Billboard, Fuse, The Guardian, Last.fm, Moodagent, Pitchfork, Rolling Stone, Songkick, Soundrop, TuneWiki and We Are Hunted.
En mars 2012, Spotify a lancé onze nouvelles applications gratuites et disponibles en France : Tweetvine, Def Jam, Classify, Filtr, The Legacy Of, Domino, PIAS, The Complete Collection, Matador Records, Hot or Not et Warner Sound.
En début d'année 2015, Spotify s'est allié avec PlayStation pour créer Playstation Music, disponible sur PlayStation 3 et PlayStation 4. Cette application remplace l'ancienne, nommée Music unlimited.
Le 20 mai 2015, le fondateur de Spotify, Daniel Ek, annonçait lors d'une conférence à New York le lancement de Spotify Running en partenariat avec Nike qui adaptera les titres écoutés à la cadence du joggeur.
Le 27 mai 2016, Spotify supprime la fonction d'affichage des paroles, Musixmatch ayant mis fin à leur collaboration. Cette décision a été fortement critiquée[réf. souhaitée] par les utilisateurs, la fonctionnalité « paroles » ayant annoncé une désactivation temporaire pour des « améliorations futures » peu avant la suppression[réf. souhaitée]. Cependant, Spotify a introduit de nouveau l'affichage des paroles le 18 novembre 2021.

## Applications mobiles
Des applications pour Symbian, Android, iPhone, BlackBerry et Windows Phone ont été développées, elles permettent aux utilisateurs d'accéder au catalogue musical et d'écouter la musique en streaming. Les applications permettent l'écoute aléatoire de playlists, d'albums gratuitement, cependant, un abonnement à Premium est nécessaire pour écouter la musique hors-connexion, en haute qualité et dans l'ordre.
En 2020, seules les applications pour Android et iPhone sont encore mises à jour.

## Intégrations
Spotify est intégré dans un grand nombre d'applications et d'objets connectés. En voiture, il est possible de l'utiliser avec CarPlay, Android Auto ou depuis le système embarqué de certains constructeurs[source insuffisante]. Les applications de navigation Waze et Google Maps permettent de gérer les titres lus dans leur interface,. Un mode voiture est également disponible sur l'application mobile, qui permet de rendre l'interface plus simple et ne nécessite pas de voiture ou d'accessoires connectés.

## Critiques
Spotify est critiqué par plusieurs journalistes pour son hébergement de chansons et de podcasts racistes, antisémites et néonazis,,. En 2022, un rapport de l'Anti-Defamation League identifie 40 groupes musicaux suprémacistes blancs sur la plateforme. Malgré des efforts revendiqués par Spotify pour supprimer ces contenus à travers une modération algorithmique et humaine, la plateforme continue en mai 2024 de proposer des discours haineux et des chants du Troisième Reich, tandis qu'une partie du contenu supprimé reste visible sur la plateforme bien qu'il ne soit plus écoutable.
En 2024, Spotify est critiqué par des artistes et utilisateurs pour avoir financé à hauteur de 150 000 dollars la cérémonie d'investiture de Donald Trump. La plateforme se serait aussi félicitée du pouvoir des podcasts au cours de l'Élection présidentielle américaine de 2024, faisait référence au podcast controversé de Joe Rogan,.

## Sponsoring
Depuis le 1er juillet 2022, Spotify est devenu le partenaire principal et partenaire officiel de streaming du club FC Barcelone. Le partenariat comprend également un contrat de nommage portant sur le stade Camp Nou, désormais appelé le « Spotify Camp Nou ». C'est la première fois de l'histoire du club que le sponsor sera le même pour les deux équipes féminines et masculines.

### Filmographie
- The Playlist, série Netflix, 2022